# Örberga naturreservat
Örberga naturreservat är ett naturreservat i Askersunds kommun i Örebro län.
Området är naturskyddat sedan 2023 och är 24 hektar stort. Reservatet ligger sydväst om Åsbro och består av hällmarkstallskog, naturskogsartad barrblandskog, lövrik kalkbarrskog, hassellund, ekhage, bäckravin och den lilla Örbergatärnen omgiven av våtmarker.